# Creu de terme (Guimerà)
La Creu de terme de Guimerà era una creu de terme del municipi de Guimerà (Urgell) situada a la plaça del Castell, enfront de l'església de Santa Maria de Guimerà.
D'estil gòtic, fou construïda al segle xv, i destruïda el 1936.